# Serpophaga
Serpophaga is een geslacht van zangvogels uit de familie tirannen (Tyrannidae).

## Soorten
Het geslacht bevat de volgende soorten:
- Serpophaga cinerea – Bergbeektachuri
- Serpophaga griseicapilla – Grijskruintachuri
- Serpophaga hypoleuca – Riviertachuri
- Serpophaga nigricans – Roettachuri
- Serpophaga subcristata – Witkuiftachuri
  - S. s. munda –  Witbuiktachuri